# Flughafen Siegerland

i7
i11
i13

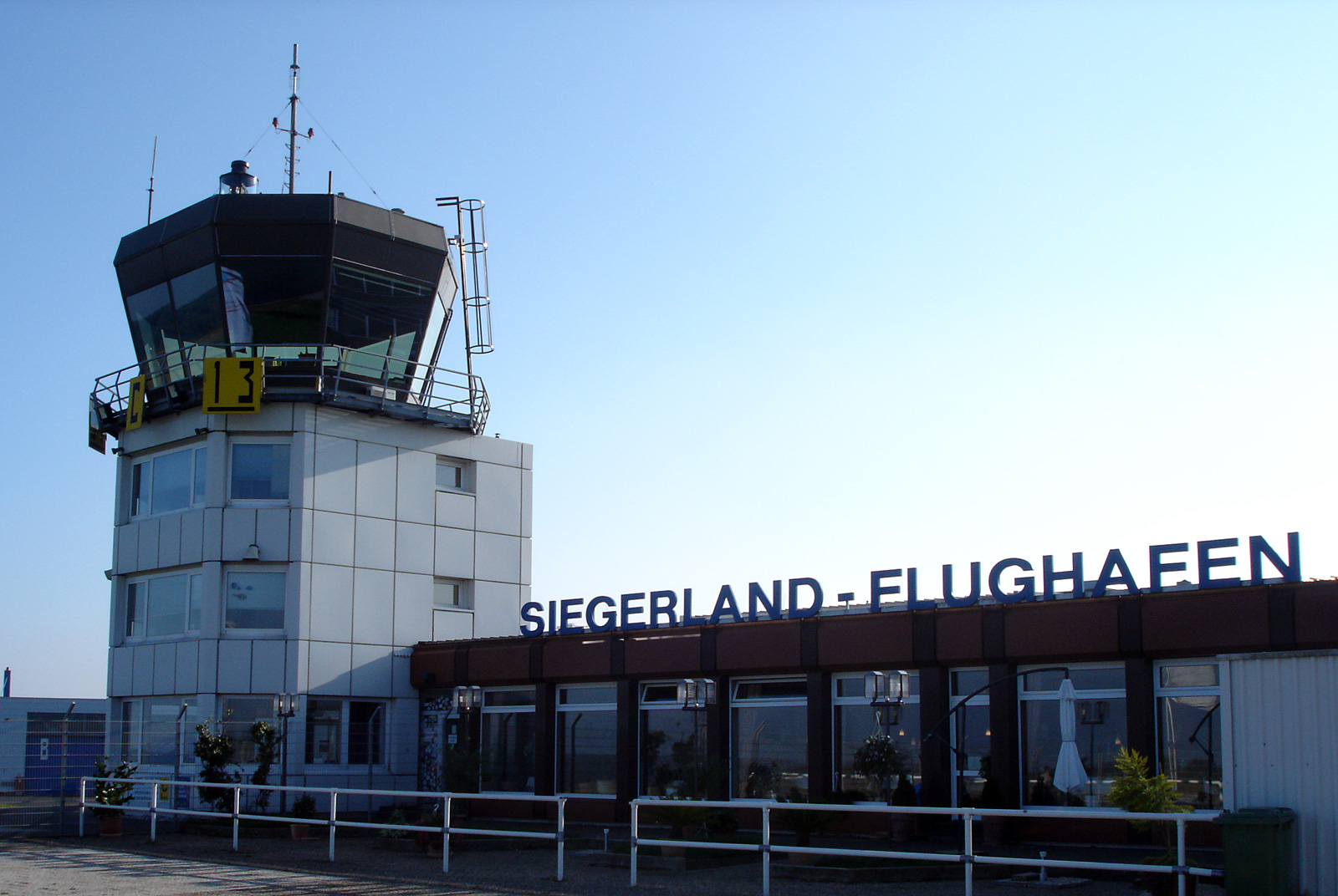
Tower und Restaurant, 2005

Der Flughafen Siegerland (auch Siegerland-Flughafen, (IATA-Code: SGE, ICAO-Code: EDGS)) ist ein 19 km südsüdöstlich der Siegener Stadtmitte, nahe der Ortschaft Lippe an der Landesgrenze von Nordrhein-Westfalen und Rheinland-Pfalz gelegener Flugplatz. Er ist als Verkehrsflughafen klassifiziert und mit 599 m ü. NN nach dem Flughafen Memmingen der zweithöchst gelegene Verkehrsflughafen Deutschlands. Der Flughafen wurde 1967 eröffnet.

## Aktueller Betrieb
Auf dem Flugplatz Siegerland gibt es keine Linienflüge. Für Mittelstreckenflugzeuge, wie beispielsweise die Boeing 737 oder Airbus A320, ist die 1620 Meter lange Startbahn unter bestimmten Bedingungen wie hohen Temperaturen oder Startgewichten zu kurz. Der Flughafen wird neben dem Geschäftsreiseverkehr auch für den Frachtflug oder Ambulanzflug genutzt. Der ADAC unterhielt bis 2010 auf dem Flughafen das Trainingszentrum für seine Luftrettungsstaffel, nutzt aber auch heute den Flughafen noch weiter als Ausbildungsstätte.
Am Flughafen sind die Avanti Air und die Air Alliance Express ansässig, letztere bietet Charterflüge an.
Der alltägliche Betrieb wird werktags durch Jets der Air Alliance und ADAC Trainingsflüge dominiert. Auch die ansässige Flugschule für Privatpiloten oder die Hubschrauberflugschule bildet täglich aus. An Wochenenden fliegen vermehrt Privatpiloten und die ansässigen Vereine wie der Segelflugverein VfF Geisweid oder der LSV Hellerthal.

Flughäfen in NRW

## Lage und Verkehrsanbindung
Der Flughafen befindet sich auf einem Übergangsgebiet zwischen Siegerland und Westerwald im Kreis Siegen-Wittgenstein und im Westerwaldkreis, etwa 5 km (Luftlinie) südlich des Kernorts der Gemeinde Burbach.
Er liegt im äußersten Südosten Nordrhein-Westfalens und im äußersten Nordosten von Rheinland-Pfalz und ist damit einer der wenigen Flughäfen, dessen Gelände sich über zwei Bundesländer erstreckt. Der Flugplatzbezugspunkt mit der gesamten Landebahn liegt jedoch auf nordrhein-westfälischem Gebiet, womit er luftrechtlich diesem Bundesland zugeordnet ist. Drei Kilometer südöstlich stößt auch die Grenze zum Bundesland Hessen dazu, damit ist dort das Dreiländereck der genannten Bundesländer. Während die Flughafengebäude und die Start- und Landebahn östlich des Burbacher Ortsteils Lippe in Nordrhein-Westfalen stehen, befinden sich Teile der Hangars und ein kleiner Teil des Taxiways im südöstlich angrenzenden Gemeindegebiet von Liebenscheid, das zum Westerwaldkreis in Rheinland-Pfalz gehört. Der Flughafen Siegerland liegt rund 30 km südsüdöstlich von Siegen, 120 km südöstlich von Dortmund, 110 km ostsüdöstlich von Köln und 110 km nordnordwestlich von Frankfurt am Main. Über die Bundesstraße 54, die nach Norden zur A 45, nach Süden zur A 3 und direkt westlich am Flughafen vorbeiführt, ist er zu erreichen.
Die Bushaltestelle am Flughafen wird nur von einer morgendlichen Schulbusfahrt bedient, jedoch befindet sich ca. 7–10 Min. Fußweg entfernt die Haltestelle Lippe, Zollhaus. Diese wird jede zweite Stunde von der TaxiBus-Linie L222 sowie dem Bürgerbus Burbach (BBB-3) angefahren. Beide Linien beginnen in Burbach Post / Bf, wodurch ein Anreisen per ÖPNV aus Richtung Köln über Betzdorf, Hagen über Siegen und Gießen über Dillenburg gewährleistet ist. Von Limburg a. d. Lahn und Koblenz hingegen enden die Buslinien in Rennerod.
Die Bahnstrecke Scheuerfeld–Emmerzhausen führte als Militäranschluss nur im Zweiten Weltkrieg bis zum damaligen Flugplatz, sofort danach nutzte die Siegener Kreisbahn das Gleis auf späterem NRW-Gebiet zur Reparatur von Schäden auf ihren Strecken.

## Geschichte
Der Flughafen Siegerland wurde 1967 vom nordrhein-westfälischen Ministerpräsidenten Heinz Kühn auf dem seit den 1930er Jahren existierenden Landeplatz eröffnet. Als Grenzübergangsstelle für nichtgewerblichen Flugverkehr wurde er 1969 zugelassen.
In den 1960er Jahren entstanden mit Landebahn, Tower und GAT die Grundlagen des heutigen Flughafens. Im Herbst 1999 wurde eine Allwetterflugbetriebsstufe (ILS CAT I) in Betriebsrichtung 31 eingeführt.
In den 1980er und 1990er Jahren fanden einige Motorsportveranstaltungen, wie zum Beispiel die Deutsche Tourenwagen-Meisterschaft und die Beru Top 10 auf dem Flughafengelände statt. Die 3,4 km lange Rennstrecke wurde Siegerlandring genannt.
Nachdem am 28. September 2000 eine 500-kg-Bombe aus dem Zweiten Weltkrieg direkt unter der Start- und Landebahn detoniert war und einen Krater in die Piste riss, musste der Flughafen für drei Wochen geschlossen werden. Wenige Tage nach der Freigabe wurde dieser erneut durch die Landesluftfahrtbehörde in Münster für 22 Tage geschlossen; der Kampfmittelräumdienst ermittelte nach Auswertung von Luftaufnahmen weitere Verdachtsstellen.
Regelmäßiger Linienverkehr konnte sich auf dem Flughafen nicht dauerhaft etablieren. In den späten 1960er Jahren wurde der Flugdienst Siegerland gegründet, dessen Flotte aus mindestens einer Cessna 401/402 bestand. Ob hiermit Linienflüge ab SGE angeboten wurden, konnte bisher nicht recherchiert werden. In den 1990er Jahren gab es dann eine Linienverbindung mit Saxonia Airlines-SAL nach Leipzig und Dresden. Geflogen wurde mit einer angemieteten Cessna 406 der Cologne Air Transport oder einer eigenen Fairchild Metroliner je nach Bedarf. Diese Verbindung wurde später von Kirberger Aviation u. a. mit Cessna 404 fortgeführt. Ab dem 28. Oktober 2001 wurde von der Mönchengladbacher Fluggesellschaft Rheinland Air Service-RAS (RW) ein werktäglicher Linienflug nach Berlin-Tempelhof sowie ein wöchentlicher Linienflug nach Sylt mit Beech 1900 der Avanti Air angeboten. Die Verbindung nach Sylt wurde mit der Insolvenz der RAS eingestellt, die Linienverbindung nach Berlin wurde von HahnAir/Südwestflug (HR) ebenfalls mit Beech 1900 der Avanti Air weiterbetrieben. Nachdem der Aufsichtsrat der Siegerland Flughafen GmbH 2003 beschlossen hat, dass der Kreis Siegen-Wittgenstein als Hauptgesellschafter keine weiteren Zuschüsse zur Linienverbindung gewähren wird, wurde die Linie mit Ablauf des Winterflugplans am 28. März 2003 eingestellt. Als Ursache für die niedrige Auslastung wird der Druck der Billigfluggesellschaften von benachbarten Flughäfen genannt. Die als Anschubfinanzierung gedachten Zuschüsse beliefen sich seit dem Erstflug auf rund eine Million Euro.

## Betreiber
Betreiber des Flughafens ist die Siegerland-Flughafen GmbH. Die Betriebs- und Beteiligungsgesellschaft des Kreises Siegen-Wittgenstein mbH ist zu 85,4 % an der Gesellschaft beteiligt. Mit ihr ist ein Beherrschungs- und Gewinnabführungsvertrag geschlossen. Ferner wird der Jahresfehlbetrag (2009: 998.649,87 €) durch sie ausgeglichen.